# Estádio Municipal Nicolás Chahuán Nazar
O Estádio Municipal Nicolás Chahuán Nazar, é um estádio localizado em La Calera, região de Valparaíso, no Chile. Atualmente é utilizado para partidas de futebol e é usado pelo Unión La Calera. O estádio tem capacidade para 9.200 pessoas, sendo inaugurado em 1950 e passou por reforma em 2019, a fim de atender as exigências da CONMEBOL para receber partidas por competições internacionais. O duelo inaugural do Unión La Calera na Copa Sul-Americana de 2019 ocorreu no estádio contra a Chapecoense, do Brasil. O fato do estádio ser de grama sintética, é um dificultador a mais para os adversários.